# Vlag van Delfzijl

Vlag van de gemeente Delfzijl
(1990-2021)

Vlag van Delfzijl
(1961-1990)

De vlag van Delfzijl is bij raadsbesluit op 29 november 1990 ingesteld als gemeentelijke vlag van de gemeente Delfzijl. Deze vlag verving een eerdere vlag uit 1961. Deze vlag bleef tot 1 januari 2021 de vlag van de gemeente, op die datum ging de gemeente op in de nieuwe gemeente Eemsdelta.
De beschrijving van de vlag is als volgt:
Een rechthoekige vlag met hoogte 2/3 van de lengte, bestaande uit drie horizontale banen, geel, rood en blauw, met een zwarte broekingdriehoek, waarvan de punt reikt tot 1/3 van de lengte van de vlag, waarop een geel klaverblad.
Niet vermeld is dat de hoogte van het klaverblad 1/3 van de vlaghoogte bedraagt.

## Verklaring
De kleuren zijn op eenzelfde manier ingedeeld als de oude Eemsvlag, deze kleuren kwamen ook voor op de vlaggen van de voormalige gemeentes Delfzijl en Termunten. De Eemsvlag werd gevoerd op schepen die een haven aan de Eems hadden, te weten Emden en Papenburg. In de 18e eeuw zouden de vlaggen van deze schepen de initialen van de steden op de middelste baan gaan voeren. Er is geen bron bekend van schepen uit Delfzijl die een gelijke vlag hadden. Delfzijl nam de Eemsvlag aan op 17 oktober 1961, de gemeente Termunten deed dit op 9 april 1962, met een trapezium aan de broeking. 
Het klaverblad is afkomstig van de oude vlag van Bierum, die werd op 11 juni 1979 aangenomen. Deze vlag had een gele broeking met 6 klaverbladen geplaatst 2,2,2 met daarnaast 5 horizontale banen van gelijke hoogte in de kleuren blauw, wit, blauw, wit, blauw. 
De kleuren van de Eemsvlag zijn afkomstig van het Wapen van Emden, door keizer Maximiliaan I op 10 augustus 1495 aan de stad toegekend. Daarnaast komen de kleuren van het wapen van de familie Cirksena ook terug in de vlag. Het wapen van Cirksena bevat een harpij, in het wapen is zij goudkleurig, dit is het geel in de vlag van Delfzijl. Het wapen vertoont een rode muur, dit is het rood in de vlag, evenals het blauwe water het blauw in de vlag vormt.
Om de vlag niet op die van Emden en Papenburg te laten lijken werd de zwarte driehoek in de broeking toegevoegd. Het klaverblad staat symbool voor de gemeente het is het symbool van de onafhankelijke agrariër. Alle kleuren zijn of afkomstig van het wapen van Delfzijl of zijn ermee verbonden.

## Eerdere vlaggen
Op 27 oktober 1961 was een eerdere vlag aangenomen. Deze is als volgt omschreven:
Drie evenhoge banen van geel, rood en blauw, met op het midden van de rode baan het gemeentelijke wapenschild, zonder kroon en schildhouders.
Voor de aanname van de vlag in 1961 was een vlag in gebruik met drie banen van gelijke hoogte in rood, wit en rood. Er is geen historische basis voor deze officieuze vlag bekend.
Verder vermeldt Sierksma een vlag die op oude vlaggenkaarten voorkomt als stadsvlag voor Delfzijl. Deze is blauw, met in het kanton drie even hoge banen van rood, wit en geel.

## Afbeeldingen
Historische vlaggen:

Vlag van Delfzijl (officieus, voor 1961)
Vlag van Delfzijl (officieus, voor 1961)
De defileervlag van 1938

Verwante afbeeldingen:

Vlag van Bierum
Het wapen van Delfzijl (1960)
De vlag van Emden
De vlag van Papenburg
De vlag van Termunten

Adorp 
· Aduard 
· Appingedam 
· Bedum 
· Beerta 
· Bellingwedde 
· Bierum 
· De Marne 
· Delfzijl 
· Eemsmond 
· Eenrum 
· Finsterwolde 
· Grootegast 
· Haren 
· Hefshuizen 
· Hoogezand 
· Hoogezand-Sappemeer 
· Hoogkerk 
· Kloosterburen 
· Leek 
· Leens 
· Loppersum 
· Marum 
· Menterwolde 
· Muntendam 
· Nieuwe Pekela 
· Nieuweschans 
· Oldekerk 
· Oosterbroek 
· Oude Pekela 
· Reiderland 
· Sappemeer 
· Scheemda 
· Slochteren 
· Stedum 
· Ten Boer 
· Termunten 
· Uithuizen 
· Uithuizermeeden 
· Ulrum 
· Vlagtwedde 
· Warffum 
· Wildervank 
· Winschoten 
· Winsum 
· Zuidhorn